# Phryxe setinervis
Phryxe setinervis là một loài ruồi trong họ Tachinidae.